# Maarts viooltjesgalmug
De maarts viooltjesgalmug (Dasineura odoratae) is een muggensoort uit de familie van de galmuggen (Cecidomyiidae). De wetenschappelijke naam van de soort is voor het eerst geldig gepubliceerd in 1982 door Stelter.
De gallen worden gevormd op het maarts viooltje Viola odorata.